# El sistema solar (película)
El sistema solar es una película de comedia dramática peruano-española de 2017 dirigida por Bacha Caravedo y Chinón Higashionna y escrita por Caravedo. Está basada en la obra de teatro homónima de Mariana de Althaus. La película está protagonizada por Leonor Watling, Gisela Ponce de León, César Ritter, Adriana Ugarte, Javier Valdés y Sebastián Zamudio.

## Sinopsis
La noche de Navidad en casa de la familia Del Solar se convierte en un reencuentro lleno de reproches, tensiones extremas, revelaciones sorprendentes y, quizás, una reconciliación. Leonardo, el patriarca, llega enfermo junto con la exnovia de su hijo Pavel, por quien dejó a su esposa.

## Reparto
Los actores que participaron en esta película son:
- Adriana Ugarte como Agnes
- Leonor Watling como Inés
- Gisela Ponce de León como Edurne
- César Ritter como Pavel del Solar
- Sebastián Zamudio como Puli
- Javier Valdés como Leonardo del Solar

## Lanzamiento
La película se estrenó el 3 de noviembre de 2017 en los cines españoles, mientras que en Perú se estrenó el 16 del mismo mes.